# Marquage routier

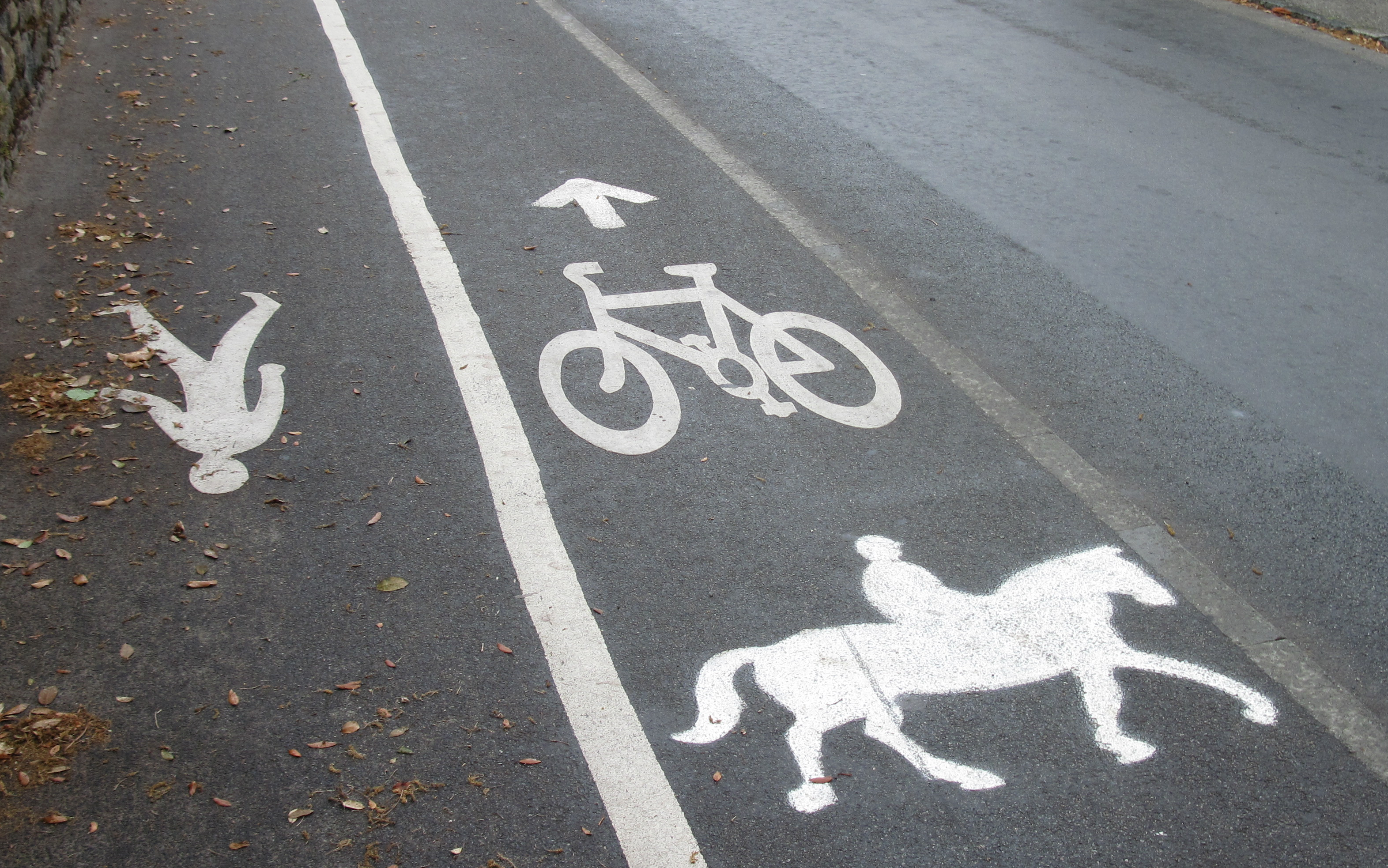
Marquage routier à Guernesey.

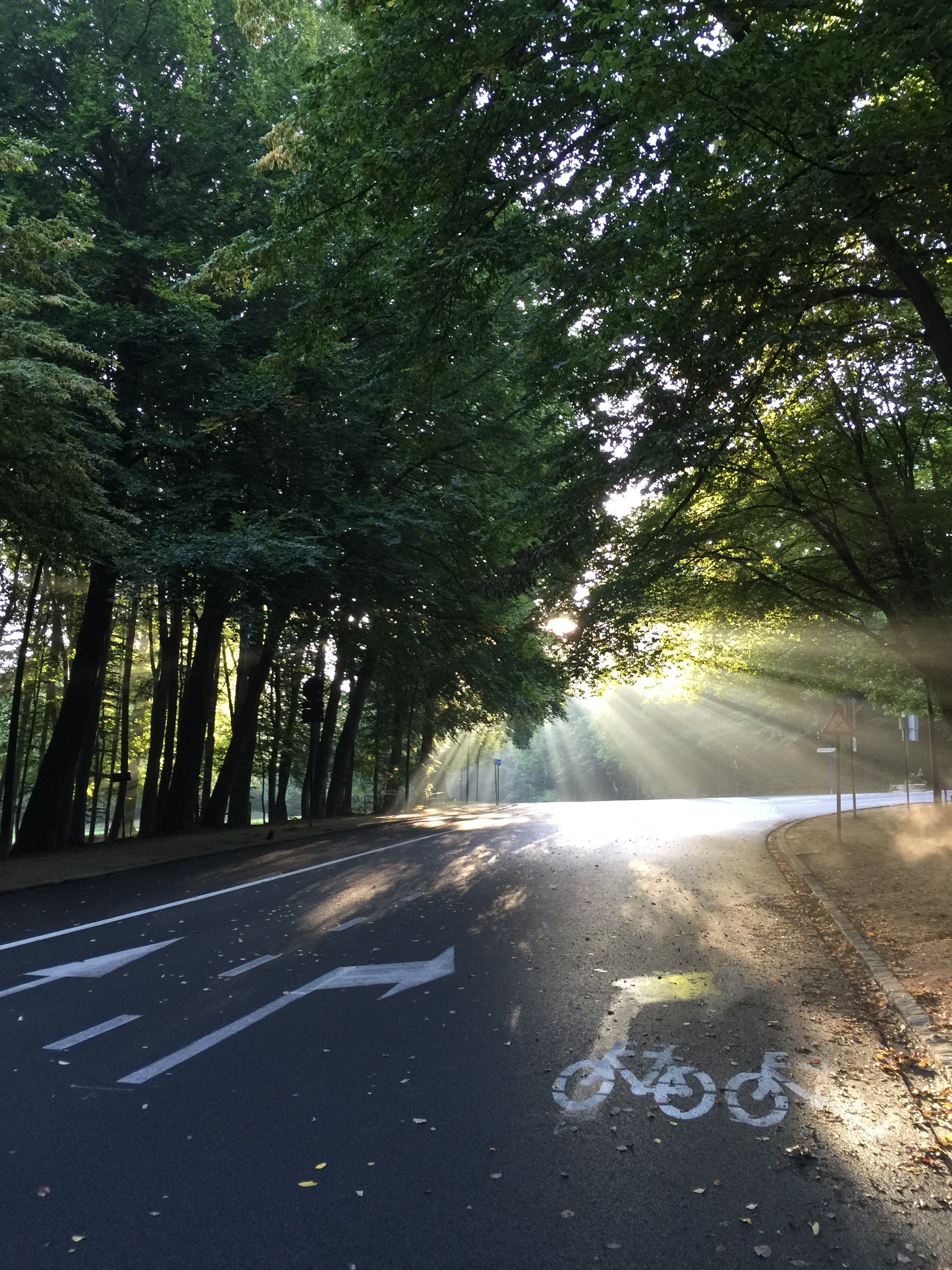
Marquage routier au bois de la Cambre, en Belgique.

Un marquage routier désigne indifféremment :
- une des techniques pour réaliser sur chaussées les marques nécessaires à l'information des usagers de la route, objet du présent article ;
- un signal au sol dont la géométrie, la définition et l'usage en déterminent la lisibilité par l'usager de la route, thématique traitée dans l’article signalisation routière horizontale.

## Produits
Le marquage routier s'effectue à l'aide de deux catégories peintures : les produits applicables à froid et ceux applicables à chaud.
La couleur blanche enrichie de microbilles réfléchissantes tend à remplacer la couleur jaune (basée sur un pigment stable, mais hautement toxique : le chromate de plomb, ou jaune de chrome, de formule CrPbO4, encore retrouvé en 2004 au Japon dans la fraction particulaire de la pollution routière.

### Produits applicables à froid

#### Peintures
Les peinture routières sont livrées en pots, prêtes à l'emploi. Comme toute peinture, elles sont d’une d'utilisation facile et rapide, appliquées en couche mince (dosage d'environ 700 g/m2 humide).
L'application s'effectue à l'aide de machines à pulvérisation par air comprimé ou airless au moyen d'un ou plusieurs pistolets. On peut aussi utiliser tout autre type de matériel comme brosse, rouleau ou pistolet manuel mais qui ne permettent pas le contrôle du dosage.
Leur séchage est un séchage physique, c'est-à-dire qu'il se réalise par évaporation de solvant. La durée de séchage varie (de un jour pour les peintures standards à une quinzaine de minutes pour les peintures très performantes), mais est tributaire des conditions atmosphériques (température, vent et humidité relative).
De plus en plus, les solvants aromatiques habituellement utilisés, toxiques et écotoxiques sont remplacés soit par des solvants aliphatiques (sans odeur et réputés non-polluant), soit par de l'eau.
Il existe également des peintures qui sont des résines à deux composants sans solvant à séchage très rapide (de 2 à 5 minutes). Leurs formulations donnent à ces produits des résistances mécaniques supérieures à celles des peintures classiques.

#### Enduits à froid
Les enduits à froid sont des produits sans solvant à deux composants : une base et un durcisseur.
L'application se fait après mélange des deux composants sans adjonction de solvant.
Le « séchage » est une polymérisation (réaction chimique) d'une durée d'une quinzaine de minutes suivant les conditions atmosphériques (température et humidité relative).
L'épaisseur requise est d'environ 2 mm soit 2,5 à 3,5 kg de produit par mètre carré.
Le marquage est obtenu à l'aide :
- d'une spatule pour l'application manuelle ;
- d'une machine spéciale pour l'application automatique.

#### Produits de saupoudrage
On peut mélanger aux peintures ou enduits des produits de saupoudrage :
- des microbilles de verre pour améliorer la rétroréflexion ;
- des granulats antidérapants pour améliorer l’adhérence.

#### Bandes préfabriquées

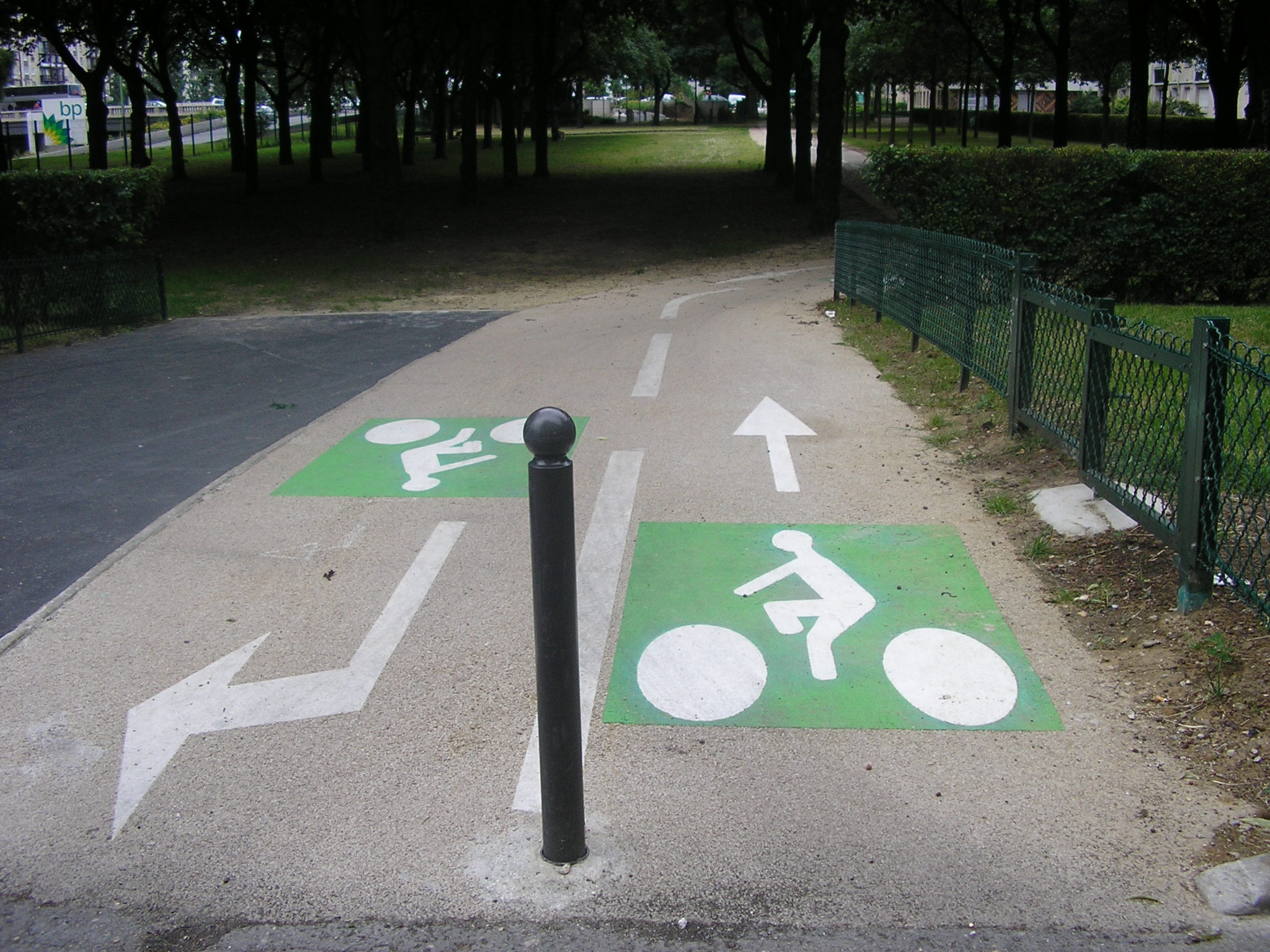
Panneaux préfabriqués collés sur des pistes cyclables à Paris (2008).

Les bandes préfabriquées sont des produits prêts à l'emploi et donc d’une application commode et rapide. Elles ont une épaisseur de 2 mm et sont livrées dans les largeurs d'utilisation.
Les bandes sont soit autocollantes soit thermocollantes. Certaines nécessitent l'emploi de colles diverses telles que :
- des colles spéciales mono ou bi-composants ;
- des colles de type bitumineux à chaud (surtout pour les rues pavées).

Une fois posées, les bandes sont immédiatement circulables.
L'utilisation des bandes préfabriquées est très variable. Elle concerne principalement les domaines suivants :
- le marquage temporaire (bandes jaunes) ;
- les messages au sol réalisés à l'aide de dessins (chien - cycliste) ou de lettres (« PARKING », « PAYANT », « LIVRAISON », etc.) ;
- les flèches de rabattement ou les flèches directionnelles.

### Produits applicables à chaud
Les produits applicables à chaud sont constitués par les enduits à chaud, encore appelés enduits thermoplastiques.
Ces produits conditionnés en sacs, se présentent sous forme de mélange de poudres sans solvant qu'il faut chauffer entre 150 et 180 °C. On obtient alors un produit homogène et fluide.
On peut trouver les thermoplastiques sous forme de blocs, mais ces derniers sont plus délicats à fondre.
Il existe plusieurs techniques d'applications : coulée, projetée, extrudée rideau. Le descriptif de ces techniques est donné ci-après. Le séchage s'effectue en une minute par refroidissement du produit sur la chaussée, il peut varier très légèrement avec les conditions climatiques.
L'épaisseur du marquage est de 2 à 3 mm (soit 3 à 5 kg/m2).

## Techniques
Les machines employées pour le marquage routier sont différentes selon la nature des travaux (routiers, autoroutiers ou urbains) et selon les techniques d’application des peintures ou enduits.

### Nature de travaux

#### Travaux routiers
D'une autonomie de 100 à 600 kg de produit, les machines sont toutes autotractées et disposent d'un poste de conduite. Les vitesses d'application varient entre 5 et 10 km/h.
Ces machines sont dotées d'un système de commande électronique permettant de programmer tous les types de marquages longitudinaux continus ou discontinus et réalisent les points singuliers tels que les zébras, îlots, etc.

#### Travaux autoroutiers
Ils sont généralement réalisés à l'aide de camions équipés de matériels électroniques sophistiqués permettant le guidage du véhicule et la programmation du marquage. Cet équipement est nécessaire pour des vitesses d'application avoisinant 10 km/h. Ces camions peuvent marquer l'axe et la rive simultanément. Leur autonomie est de 3 à 6 tonnes de produit.

#### Travaux urbains
Utilisées pour des travaux courants ou spéciaux, les machines ont une autonomie de 10 à 60 kg de produit. Elles sont maniables et parfois autotractées avec une vitesse maximale d'application de 4 km/h.

### Techniques d'application peinture
L'application s'effectue par pulvérisation de la peinture. Les machines sont alors dotées soit d'un compresseur classique, soit du système airless (sans air).
Le compresseur classique nécessite l'utilisation de disques ou de jupes à la sortie des pistolets afin d'obtenir une bonne définition du marquage. La largeur des bandes de marquage s'effectue soit par l'écartement des disques, soit selon le diamètre de la jupe.
Avec le système airless, qui consiste en une pulvérisation sous haute pression, on obtient un marquage très net, sans disque ni jupe, avec une plus grande facilité de réglage de débit.

### Techniques d'application des enduits à chaud[3]
Il est nécessaire de chauffer les thermoplastiques entre 150° et 180 °C dans des malaxeurs fondoirs. Cette opération s'effectue à bord de remorques ou de camions accompagnateurs de chantier. Une fois cette opération effectuée, on peut appliquer le produit sur la chaussée à l'aide de trois techniques : Coulée, Projetée, Extrudée (appelée aussi rideau).

#### Technique coulée
Le thermoplastique est versé dans une boîte d'application appelée sabot. La température initiale du produit y est maintenue à l'aide de petits brûleurs. C'est alors que le produit est appliqué sur la chaussée par gravité à travers un orifice que l'on ouvre ou ferme en fonction des longueurs de marquages désirées.
La largeur du marquage est fonction de la largeur du sabot choisi.

#### Technique projetée
Comme pour les peintures, on utilise un compresseur classique qui pulvérise le thermoplastique à la sortie des pistolets à air comprimé. L'emploi d'une jupe autour du pistolet est nécessaire pour une bonne définition du marquage.

#### Technique extrudée dite "rideau"
Le produit est véhiculé par une pompe d'extrusion (technique de la vis sans fin).
Cette dernière alimente une "tête" d'extrusion à largeur variable, qui permet la formation d'un film que l'on pose sur la chaussée sans qu'aucune partie ne frotte sur le support contrairement à l'application coulée.
Cette technique permet une plus grande vitesse d'application ainsi qu'une meilleure définition du marquage par rapport aux précédentes techniques.

### Techniques d'effaçage
- le grenaillage par projection de microbilles de fer (grenaille).

## Rôles et performances des marquages
Les marquages doivent satisfaire des exigences pour la sécurité et le confort de l'usager de la route :
- visibilité de jour ;
- visibilité de nuit ;
- adhérence (entre autres des pneumatiques) sur les marquages, ou en relation avec ceux-ci ;
- conditions de mise en œuvre.

### Visibilité de jour par temps sec

#### Caractéristiques colorimétriques
La couleur est caractérisée par les coordonnées trichromatiques x et y et le facteur de luminance :
{\displaystyle \beta ={\frac {Y}{100}}}

#### Réflexion sous éclairage diffus
La visibilité de jour est caractérisée par la réflexion sous éclairage diffus, exprimée avec le coefficient de réflexion. Celui-ci se mesure suivant un angle d'observation rasant par rapport à la surface de la chaussée. Il est exprimé en millicandelas par mètre carré et par lux :
Qd = {\displaystyle {\frac {L}{E{\bot }}}} (en mcd. m−2.lx−2)
- L = la luminance sous éclairage diffus (mcd.m-2)
- E{\displaystyle \bot }= l'éclairement de la zone considérée (lx).

### Visibilité de nuit

#### Rétroréflexion par temps sec
La rétroréflexion désigne la quantité de lumière renvoyée par un marquage appliqué sur chaussées, dans les conditions géométriques de visibilité de nuit.
Elle s'exprime en millicandelas par mètre carré et par lux, par le coefficient de luminance rétroréfléchie 
RL = {\displaystyle {\frac {L}{E{\bot }}}} ( en mcd. m−2.lx−1)
- L = la luminance de la surface dans un éclairage produit par une seule source lumineuse sous un angle faible par rapport à la direction d'observation dans laquelle la luminance est déterminée (mcd.m−2)
- E{\displaystyle \bot }= l'éclairement créé par la source, à hauteur de la zone de mesure, sur un plan perpendiculaire à la direction d'éclairage (lx).

#### Rétroréflexion sous pluie
Dans ce cas-ci, il s’agit de mesurer la visibilité de nuit et sous une pluie conventionnelle. Elle s'exprime comme la rétroréflexion par temps sec.

### Adhérence

#### Adhérence sur le marquage mouillé
Les marquages routiers doivent être le moins glissants possibles afin de limiter les risques de perte de contrôle de leur véhicule pour les usagers deux roues (cyclistes ou motocyclistes), a fortiori lorsque le marquage couvre une large partie de la chaussée.
L’adhérence du marquage est liée à sa rugosité et est mesurée par le coefficient de frottement, dit coefficient SRT. Celui-ci est conventionnellement la moyenne divisée par cent d'un certain nombre de mesures effectuées avec un appareil dénommé «pendule de frottement». 

#### Adhérence sur chaussée le long des marquages, par temps de pluie
La faible épaisseur d'eau (de pluie en général) qui est retenue sur la chaussée le long d'un marquage du fait de sa surépaisseur ne peut s’écouler le long de la chaussée. Il faut limiter cette eau captée en limitant l’épaisseur du marquage.
Ainsi l'épaisseur du marquage ne doit pas dépasser 3 mm, hors relief.

#### Adhérence aux raccordements marquage-chaussée
Une surépaisseur trop forte du marquage par rapport à la surface du revêtement peut provoquer une diminution ou une perte d'adhérence du pneumatique. Dans le cas de marquage profilé, les variations d'épaisseur du marquage induisent le même phénomène, et agissent sur la distance d'arrêt des véhicules, et sur leur manœuvrabilité.
L'épaisseur maximale du marquage ne doit, à cet effet, pas dépasser 20 mm.

### Conditions de mise en œuvre et de sécurité
Un chantier de marquage peut occasionner une gêne à l'usager de la route : ralentissement, nombre de voies limité, déviation...
Pour minimiser cette gêne, il convient d’agir sur les éléments suivants :
- vitesse d'exécution ;
- temps de séchage ;
- périodicité d'entretien ;
- enlevabilité des marquages temporaires.

### Choix des performances attendues
En fonction de l’endroit où est réalisé le marquage, de la nature des usagers et du trafic, le maître d’œuvre qui conçoit un projet de marquage routier définit dans le cahier des charges de la consultation la valeur indicateurs de performances attendues.
Les valeurs de ces indicateurs sont données dans la norme européenne EN 1436 et ses annexes.
La directive européenne sur les produits de construction (DPC no 89/106) destinée à favoriser la libre circulation des produits dans l'espace européen a donné lieu à une refonte du référentiel normatif des produits de marquage routier dans chaque pays européen.
La Belgique a déjà transposé dans sa réglementation cette norme européenne.
La France a aussi transposé cette norme. La nouvelle norme est pleinement obligatoire depuis le 1er janvier 2008. Jusqu’à cette date, les deux normes pouvaient être utilisées, l’ancienne et la nouvelle.

### La certification des produits
L’entreprise de marquage doit utiliser des produits certifiés.
La certification atteste que les produits en question répondent bien à une classe de performance donnée.
Chaque pays dispose d’un ou de plusieurs organismes certificateurs, mais il peut aussi recourir par voie d’appel d’offres à des organismes d’autres pays.

### Contrôle des performances
Le maître d’œuvre devra procéder aux contrôles :
- de certification des produits utilisés ;
- dimensionnels des marquages réalisés ;
- de chacun des paramètres définis dans le cahier des charges.